# Стрёйс, Ян Янсен
Ян Янсен Стрёйс (также Стрюйс, нидерл. Jan Jansen Struys, 1630[…], Durgerdam, Северная Голландия или Вормер, Северная Голландия — 1694[…], Амстердам, графство Голландия) — путешественник XVII века из Нидерландов, написавший книгу «Три путешествия» о своих путевых приключениях.

## Биография

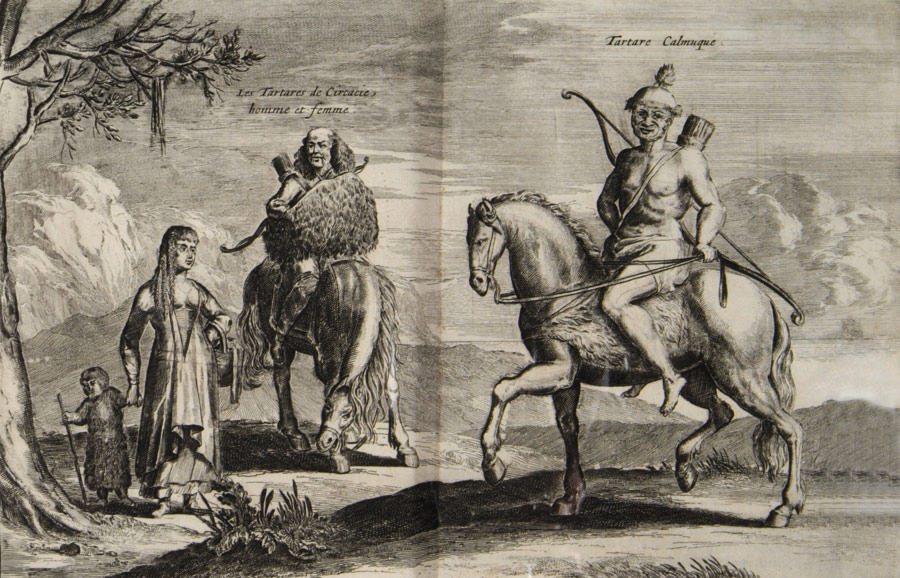
Гравюра XVII века из книги Яна Стрёйса. Калмыцкие тартары, захватившие и продавшие Яна Стрёйса в рабство.

Ян Янсен Стрёйс родился в Амстердаме в 1630 году, получил домашнее образование, и с детства учился корабельному делу.
В 1647 году юный Ян Стрёйс сбежал от строгого отца, завербовавшись в Амстердаме как парусных дел мастер на судно  «Святой Иоанн Креститель» для большого торгового плавания. Побывав в различных местах Африки (в том числе, в колонии Сьерра-Леоне), Юго-Восточной Азии (в том числе в Сиаме и на Суматре), на Тайване (Формозе) и в Японии, в 1651 году он вернулся в Голландию. Второе путешествие Стрёйс совершил в 1655 году в составе венецианского флота, ведшего войну с турками. Там он попал в плен, бежал и через 2 года вернулся домой, где остепенился, женился, но не удержался от очередного, 3-го путешествия. В 1668 году Стрёйс нанялся парусным мастером на корабль Орёл в «Московию», малоизвестную в Европе страну, только создававшую первые крупные мореходные корабли для плавания под своим флагом. В сентябре 1668 года иностранная делегация прибыла в Москву, где голландцы прожили почти десять месяцев.
Домой он вернулся в 1673 году, а перед тем пересек всю Россию по Волге от Новгорода до Астрахани на корабле, представленном московским правительством. Стрёйс стал свидетелем походов Степана Разина и даже лично встречался со знаменитым атаманом. Когда от походов и воровства Разин перешёл к восстанию, то, узнав о поражении царских войск, Стрёйс с группой товарищей бежал с корабля «Орёл», но на территории Дагестана был пленён уцмием Али-Султаном, подвергнут пыткам и продан в рабство. Его с помощью Людвига Фабрициуса выкупили уже в Персии, откуда Стрёйс добрался до Голландии. 
В 1675 году Ян Стрейс написал увлекательную книгу о своих приключениях, в которой ярким и образным языком изложил детали быта, поведения, внешности людей в тех краях, где ему довелось побывать. Несколько глав книги посвящены описанию Москвы и русских нравов в XVII в. (см. «Из-за острова на стрежень»). При этом, некоторые исследователи отмечают, что в описаниях внутренней политики Московии, а также повседневной жизни, обычаев, нравов, торговли и пр. занятий ее жителей Стрёйс не совсем самостоятелен и следует своему основному источнику — описанию путешествия голштинского посольства в Россию в 1637, 1639 и 1643 годах Адама Олеария.
В том же 1675 году путешественник отправился снова в Москву в свите Кунраада фан-Кленка, посла Голландии в России, занимая в ней должность «конюха и пушкаря». Посол хлопотал перед русским царем о возмещении убытков, понесенных Стрёйсом на службе у царя, но была ли удовлетворена просьба — неизвестно. В следующем году Стрёйс вернулся домой и о дальнейшей его жизни известно мало. Известно только, что он жил в датском Дитмаршене, где и умер в 1694 году.

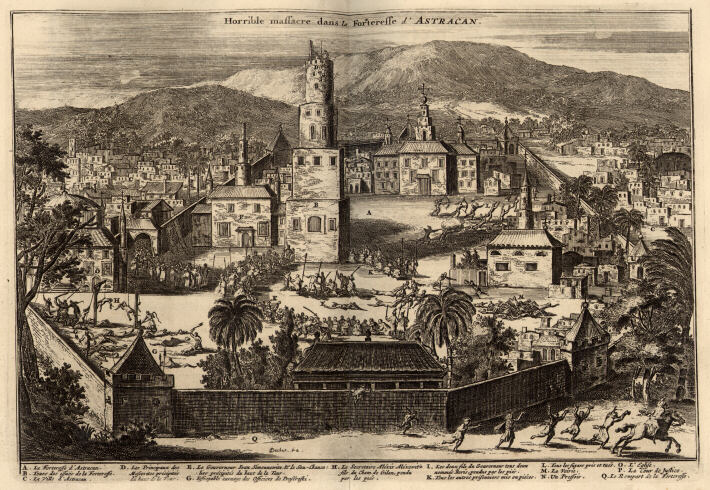
Гравюра XVII века из книги Яна Стрёйса. Бесчинства казаков Степана Разина в захваченной Астрахани.

## «Три путешествия»
Книга путешествий Яна Стрёйса выдержала много изданий, была переведена на многие языки. Уже во время Петра I был заказан перевод на русский, однако впервые на русском книга появилась лишь в 1880 г. в переводе П. Юрченко с французского — «Путешествие по России голландца Стрюйса»; напечатано в «Русском архиве» (№ 1 за 1880 год); переводу предшествовало составленное Юрченко предисловие, заключавшее биографию Стрейса и несколько замечаний о значении его свидетельств; Юрченко же составлены и примечания к путешествию. Выбор французского издания посчитали не совсем удачным, и в 1935 г. вышел новый перевод Э. Бородиной под редакцией А. Морозова под названием «Три путешествия» (переизданный в 2006 году).

## Публикации
- Стрейс Ян. Три путешествия / Пер. Э. Бородиной. Под ред. А. Морозова. Изд. подг. А. И. Цепков. — Рязань, Александрия, 2006. — 496 с. — (Источники истории). — ISBN 5-94460-028-4.